# کلود دونتون
کلود دونتون (به فرانسوی: Claude Duneton) زادهٔ ۲۱ آوریل ۱۹۳۵، درگذشته ۲۱ مارس ۲۰۱۲، نویسنده، مترجم و هنرپیشه فرانسوی است.

## زندگی‌نامه
کلود دونتون کودکی و نوجوانی خود را در در دوره اشغال فرانسه توسط نازیها با سختی و فقر گذراند. با این همه، موفق شد در جوانی به پاریس بیاید و دیپلم خود را از دبیرستان هانری ۴ بگیرد. او مدت پانزده سال به تدریس زبان انگلیسی پرداخت، سپس از معلمی دست کشید و به نویسندگی و ترجمه از زبانهای انگلیسی و ایتالیایی روی آورد. علاوه بر این، از ۱۹۸۰ به عنوان هنرپیشه، در تئاتر و نیز در فیلم‌های سینمایی و سریال‌های تلویزیونی شروع به ایفای نقش کرد. از ۱۹۹۴ وارد هیئت تحریریهٔ روزنامه فیگارو ادبی شد و علاوه بر این روزنامه برای روزنامهٔ چپ‌گرای لومانیته نیز مقاله می‌نوشت. در ۲۰۰۳ به دلیل آثار پرخواننده‌ای که در خصوص زبان فرانسه نوشته بود، به عضویت شورای عالی زبان فرانسه انتخاب شد.
دونتون رمان‌های زیادی نوشته‌است: در رمان سگ مادهٔ زندگی‌ام (La Chienne de ma vie) که نسخهٔ اولیه آن را در سال ۱۹۹۱ منتشر کرد، زندگی مشقت‌بار دورهٔ کودکی‌اش را توصیف کرد. این رمان که بارها تجدید چاپ شد، در ۲۰۰۷، برایش جایزهٔ ادبی «۳۰ میلیون دوست» را به ارمغان آورد.

## آثار مهم
· Parler croquant, 1973
· La puce à l'oreille: anthologie des expressions populaires avec leur origine, 1978
· Le Diable sans porte, 1981
· Rires d'homme entre deux pluies, 1990.
· Le Bouquet des expressions imagées: encyclopédie thématique des locutions…, ۱۹۹۰
· La Chienne de ma vie, 2007
· Mots d'amour: petite histoire des sentiments intimes, 1993
· Bal à Korsör, sur les traces de Louis-Ferdinand Céline: nouvelles, 1994
· La Mort du français, 1999
· Au Plaisir des mots, 2004
· Le Monument: roman vrai, 2004
· Loin des Forêts rouges: roman, 2005
· Au plaisir des jouets: 150 ans de catalogues23, 2005
· Pierrette qui roule. Les terminaisons dangereuses, 2007
· Petit dictionnaire du français familier: 2000 mots et expressions d'Avoir la pétoche à Zigouiller, 2012